# Кривошеїн Дмитро Олександрович
Дмитро Олександрович Кривошеїн (1905, місто Кірсанов, тепер Тамбовської області, Російська Федерація — 1979, місто Москва) — радянський державний діяч, голова Кримського (1946—1949) і Амурського (1949) облвиконкомів. Депутат Верховної Ради СРСР 2-го скликання (1947—1950).

## Біографія
Народився в родині міщан. У 1923—1924 роках — слухач Тамбовської губернської школи радянського і партійного будівництва. У 1925—1926 роках — слухач робітничого факультету.
У 1926—1930 роках — студент Ленінградського сільськогосподарського інституту.
У 1930—1936 роках працював агрономом Ташленського зернорадгоспу Оренбурзької області, головним агрономом Олександрівського зернорадгоспу Іваново-Промислової області, директором радгоспу імені РСЧА (виділеного зі складу Олександрівського зернорадгоспу).
У жовтні 1936 — травні 1938 року — аспірант при Азово-Чорноморському сільськогосподарському інституті (не закінчив).
Член ВКП(б) з 1938 року.
У травні 1938 — квітні 1939 року — заступник голови виконавчого комітету Ростовської обласної Ради депутатів трудящих.
У квітні 1939 — лютому 1943 року — народний комісар зернових і тваринницьких радгоспів Російської РФСР, одночасно член колегії Народного комісаріату радгоспів СРСР.
У лютому 1943 — 1946 року — начальник Головного управління радгоспів Півдня Народного комісаріату радгоспів СРСР.
У квітні 1946 — 10 червня 1949 року — голова виконавчого комітету Кримської обласної Ради депутатів трудящих.
У червні — листопаді 1949 року — голова виконавчого комітету Амурської обласної Ради депутатів трудящих. З цієї посади був звільнений у зв'язку з тим, що в серпні 1949 року було репресовано більшість членів бюро Кримського обкому КПРС по т.зв. «ленінградській справі», а 2 вересня 1949 року був заарештований його син Олександр Кривошеїн і засуджений за ст. 111 КК РРФСР на 10 років.
У листопаді 1949 — березні 1950 року — у розпорядженні ЦК ВКП(б).
У березні 1950 — червні 1953 року — директор радгоспу «Люберецкие поля орошения» Московської області.
У червні 1953 — жовтні 1954 року — заступник директора інституту картоплярства.
У листопаді 1954 — квітні 1959 року — директор радгоспу «Варские» Рязанської області.
У травні 1959 — березні 1961 року — заступник директора Московського тресту тваринницьких радгоспів.
З травня 1961 року — старший агроном-насіннєвод зразково-показового господарства імені Московської Ради.
Потім — на пенсії.

## Нагороди
- орден Леніна (1939)
- орден Трудового Червоного Прапора (1945)
- медалі